# Светлополянский сельсовет (Новосибирская область)
Светлополянский сельсовет — сельское поселение в Болотнинском районе Новосибирской области Российской Федерации.
Административный центр — село Светлая Поляна.

## История
Статус и границы сельского поселения установлены Законом Новосибирской области от 2 июня 2004 года № 200-ОЗ «О статусе и границах муниципальных образований Новосибирской области»

## Население
| 2002  | 2010  | 2012  | 2013  | 2014  | 2015  | 2016  |
| ----- | ----- | ----- | ----- | ----- | ----- | ----- |
| 1815  | ↘1642 | ↘1609 | ↘1552 | ↘1527 | ↗1528 | ↘1506 |
| 2017  | 2018  | 2019  | 2020  | 2021  |       |       |
| ↗1509 | ↗1532 | ↗1544 | ↘1518 | ↘1492 |       |       |

## Состав сельского поселения
| № | Населённый пункт | Тип населённого пункта       | Население |
| - | ---------------- | ---------------------------- | --------- |
| 1 | Горн             | деревня                      | ↗115      |
| 2 | Зелёная Горка    | посёлок                      | ↘11       |
| 3 | Новая Чебула     | деревня                      | ↘277      |
| 4 | Светлая Поляна   | село, административный центр | ↘867      |
| 5 | Сибиряк          | посёлок                      | ↘187      |
| 6 | Таганай          | село                         | ↘185      |